# Gout Gout
Gout Gout (Ipswich, 29 december 2007) is een Australische atleet, die zich heeft toegelegd op de sprint. Hij verbrak het Australische en Oceanisch record op de 200 m in december 2024 door een tijd van 20,04 s te lopen.

## Levensloop
Gout werd geboren in Ipswich. Zijn ouders waren 2 jaar daarvoor uit Soedan geëmigreerd. Zijn vaders naam is Bona Guot, en dus geen Gout. Toen de ouders van Gout Gout vanuit Soedan naar Egypte vluchtten kwam er door een fout in de administratie "Gout" in plaats van "Guot" te staan in het paspoort van Bona Guot. Pijnlijk volgens de vader van Gout, omdat dit "jicht" betekent in het Engels. Vanuit Egypte planden ze om naar Canada te verhuizen, maar ze kregen eerder toestemming om naar Australië te vertrekken.
Hij zat op school op de Ipswich Grammar School in Queensland. Hij begon zijn sportieve carrière als voetballer, maar daar bleek hij al snel aanleg te hebben voor de korte sprint. Vervolgens besloot hij de overstap te maken naar de atletieksport.

## Carrière

### 2022
Op veertienjarige leeftijd liep hij in zijn eerste seizoen als atleet, 10,57 op de 100m sprint.

### 2023
Gout brak in april op 15-jarige leeftijd voor het eerst het Australisch onder-18 record op de 200m. Hij liep 20,87 seconden om de onder-18 herenfinale op de 200m te winnen tijdens de Australische Junior Atletiekkampioenschappen in Brisbane.

### 2024
Gout vertegenwoordigde Australië op de Wereldkampioenschappen Atletiek onder 20 2024 in Lima, waar hij in augustus tweede werd op de 200 meter.
Ook in 2024 maakte Gout een sterke progressie door. Zijn opmerkelijkste prestatie was de tijd die hij liep op de 200m tijdens de Australian All Schools Athletic Championships. Hij rende naar 20,04 en verbrak daarmee het 56 jaar oude Australisch seniorenrecord van Peter Norman. Dat record was gelopen tijdens de Olympische spelen van 1968. Ook was dit sneller dan het onder 18 record, van 20.13 dat Usain Bolt in 2004 had gelopen.
Ook liep hij tijdens datzelfde toernooi een tijd van 10,04 op de 100m sprint. Deze tijd telde echter niet als "onder 20 record" omdat er teveel rugwind stond.

### 2025
In juni scherpte Gout zijn record op de 200 meter aan. Hij liep 20,02 tijdens de wedstrijden om de Golden Spike in Ostrava.

## Statistieken

### Persoonlijke records
| Onderdeel | Prestatie                     | Datum            | Plaats   |
| --------- | ----------------------------- | ---------------- | -------- |
| 100 m     | 10,17 s (AR-U18)              | 6 december 2024  | Brisbane |
| 200 m     | 20,02 s (AR AR-U20 NR NR-U20) | 24 juni 2025     | Ostrava  |
| 400 m     | 46,20 s                       | 15 februari 2025 | Brisbane |

- World Athletics: 15006779